# Marianela González
Marianela González, właśc. Marianela González Álvarez (ur. 23 lipca 1976 w Caracas, Wenezuela) – aktorka i modelka pochodzenia wenezuelskiego.

## Filmografia
- 2013-: Dulce Amor jako Natalia Toledo
- 2011–2012: La Traicionera jako Renata Medina
- 2011: Los caballeros las prefieren brutas jako Nina Guerrero
- 2010: Camaleona jako Tania Sanchez
- 2008–2009: Nadie me dirá como quererte jako Maria Eugenia Alonso
- 2007: Camaleona jako Mercedes Luzardo
- 2006: Por todo lo alto jako Anabela Marcano
- 2005: Ser bonita no basta jako Esmeralda Falcón
- 2004: Estrambótica Anastasia jako Maria Gracia
- 2002–2003: Moja piękna grubaska (Mi gorda bella) jako Pandora Villanueva Mercouri
- 2001: La niña de mis ojos jako Mariana Aguirre
- 2001: Carissima jako Marni Zurli
- 2000: La calle de los sueños jako Mariana

## Życie prywatne
Córka pilota llamy José Rafaela Gonzáleza. Jej matka to María del Carmen Álvarez. Ma siostrę - Marię Alejandrę. Jej ulubiony kolor to czerwony. Uwielbia sushi. Wierzy w małżeństwo, ale nie w miłość od pierwszego wejrzenia.